# 万古镇 (雅安市)
万古镇，原为万古乡，是中华人民共和国四川省雅安市名山区下辖的一个乡镇级行政单位。2019年12月，撤销万古乡和建山乡，设立万古镇，以原万古乡和原建山乡安乐村、安吉村、横山村、飞水村所属行政区域为万古镇的行政区域。

## 行政区划
万古镇下辖以下地区：
红草村、九间楼村、莫家村、新苗村、钟滩村、高山坡村、沙河村和高河村。